# Miss Détective : La Pièce manquante

Miss Détective : La Pièce manquante est un téléfilm américain réalisé par Mark Griffiths et diffusé en 2005. Il fait partie de la série de téléfilms Jane Doe : Miss Détective.

## Fiche technique
- Titre original : Jane Doe: The Wrong Face
- Scénario : Dean Hargrove, George Eckstein, Ethlie Ann Vare
- Durée : 120 min
- Pays :  États-Unis

## Distribution
- Lea Thompson (VF : Caroline Beaune) : Cathy Davis
- Joe Penny (VF : Patrick Poivey) : Frank Darnell
- William R. Moses (VF : Edgar Givry) : Jack Davis
- Jessy Schram (VF : Marie Tirmont) : Susan Davis
- Zack Shada : Nick Davis
- Ray Wise (VF : Pierre Dourlens) : Fleming
- John Rubinstein : Phil Raphaelson
- Roxana Zal : Caroline
- Mike Starr : Kramer
- Alicia Ziegler : Holly
- Vic Polizos : Tommy
- Todd Waring : Alex Brandt
- Brynn Thayer : Anna
- Michael Bailey Smith : Jackson
- David Ramsey (VF : Frantz Confiac) : Mac
- Elizabeth Frances Goodrich : Carla
- Samantha Droke : Jen
- Richard Riehle : Renton Skyler
- Victor Togunde : Joueur